# Изумруд (рассказ)
«Изумру́д» — рассказ русского писателя А. И. Куприна о трагической судьбе беговой лошади, опубликованный в 1907 году. Рассказ предваряется эпиграфом «Посвящаю памяти несравненного пегого рысака Холстомера», в котором Куприн отдаёт дань уважения герою одноимённой повести Л. Н. Толстого.

## Содержание
Повествование ведётся от третьего лица, однако все события показываются глазами заглавного героя — четырёхлетнего жеребца Изумруда, который описывается как «рослая беговая лошадь американского склада, серой, ровной, серебристо-стальной масти». Ночью Изумруд находится в конюшне, конюх приносит ему овса в кормушку. Изумруд знает каждого из конюхов и по-разному относится к ним. Задремав, Изумруд видит во сне сцены из своего детства, когда весенним утром он скачет по лугу, а мать зовёт его, и он подбегает к ней.
Наступает день бегов. Изумруда готовят к забегу, отводят на ипподром, где проводится разминка лошадей на беговом круге. Изумруд видит своих потенциальных соперников, у каждого из них свой характер. Соперником Изумруда оказывается огромный вороной жеребец, в котором можно разглядеть «рысака необыкновенной силы, быстроты и выносливости, но страшно упрямого, злого, самолюбивого и обидчивого». Изумрудом правит Англичанин, опытный наездник, руки которого конь хорошо чувствует и подчиняется его безмолвным приказам, отдаваемым через вожжи. Изумруд выигрывает забег у вороного жеребца. Люди вокруг радуются, его фотографируют. Однако через некоторое время толпа людей сбегает с трибун и вокруг лошади начинается скандал, кричат: «Поддельная лошадь, фальшивый рысак, обман, мошенничество, деньги назад!» Изумруд не понимает, что случилось, но видит, что Англичанин на кого-то кричит, и слышит звук пощёчины.
Изумруда отводят в конюшню, а после на протяжении долгого времени никуда не выводят. Однажды ночью его забирают из конюшни, долго ведут по улицам, потом везут на поезде в незнакомое место. Главным там оказывается «большеголовый, заспанный человек с маленькими чёрными глазками и тоненькими чёрными усами на жирном лице». В один из дней этот человек насыпает Изумруду необычного сладкого овса, и когда конь съедает его, то вскоре ему становится плохо, он падает, его ноги сводит судорогой, и Изумруд умирает: «Потом всё исчезло — навсегда.»

## Создание
В сентябре 1907 года Куприн писал редактору В. С. Миролюбову о том, что он пишет «небольшой рассказик» под названием «Изумруд», и обещал прислать его Миролюбову. Опубликован рассказ был, однако, не в «Журнале для всех» Миролюбова, а в 3-м выпуске «Литературно-художественных альманахов издательства „Шиповник“»: как писал своему адресату Куприн, он «не сумел устоять» перед большим гонораром, добавляя: «Денежные дела мои ужасны».
Критика выделяла купринский рассказ среди помещенных в альманахе произведений других известных писателей (Л. Андреева, Б. Зайцева, И. Бунина). Василий Львов-Рогачевский писал о том, что «во всей третьей книге „Шиповника“ вы найдете только одно живое существо: да и то — не человека, а лошадь… Когда вы доходите до этого рассказа, вам легче становится дышать».

## Историческая основа

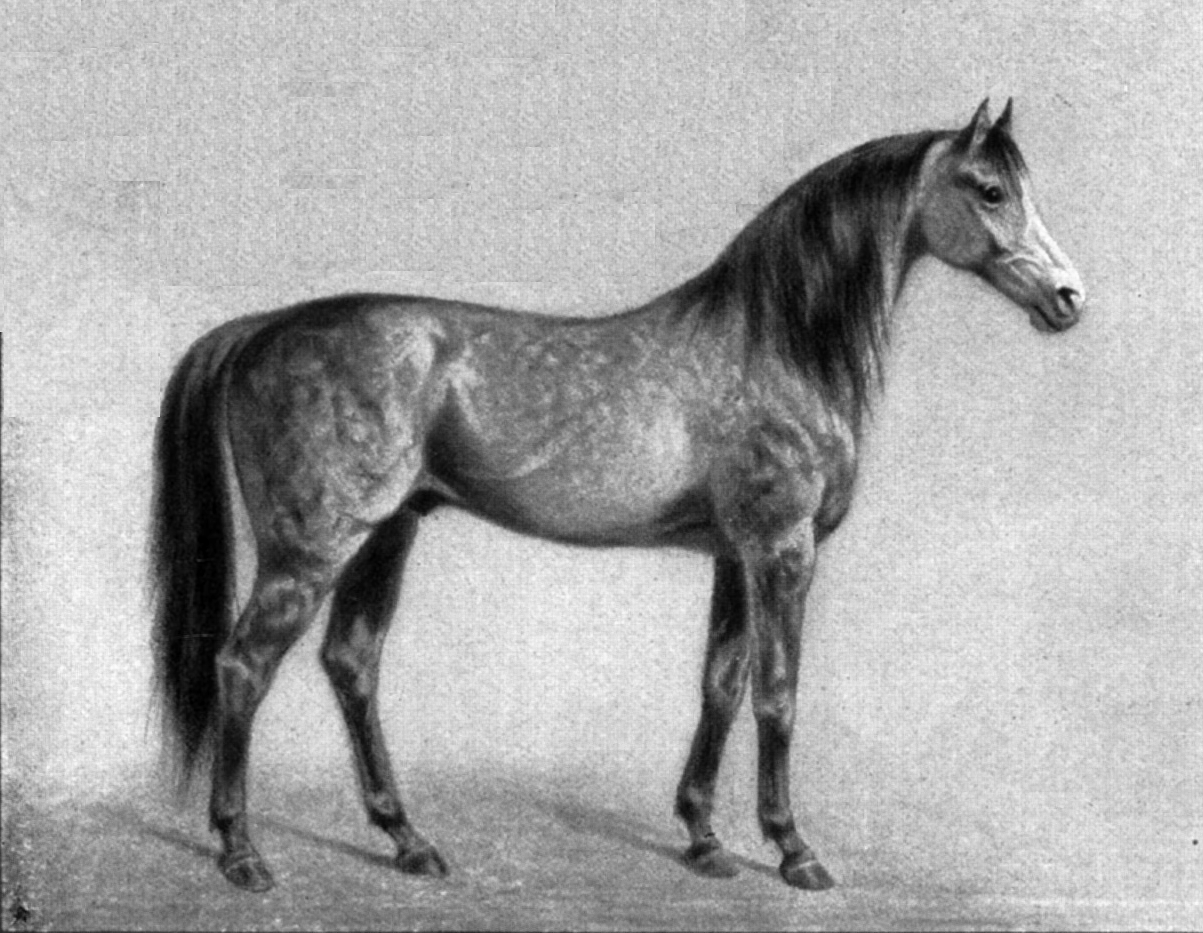
Орловский рысак

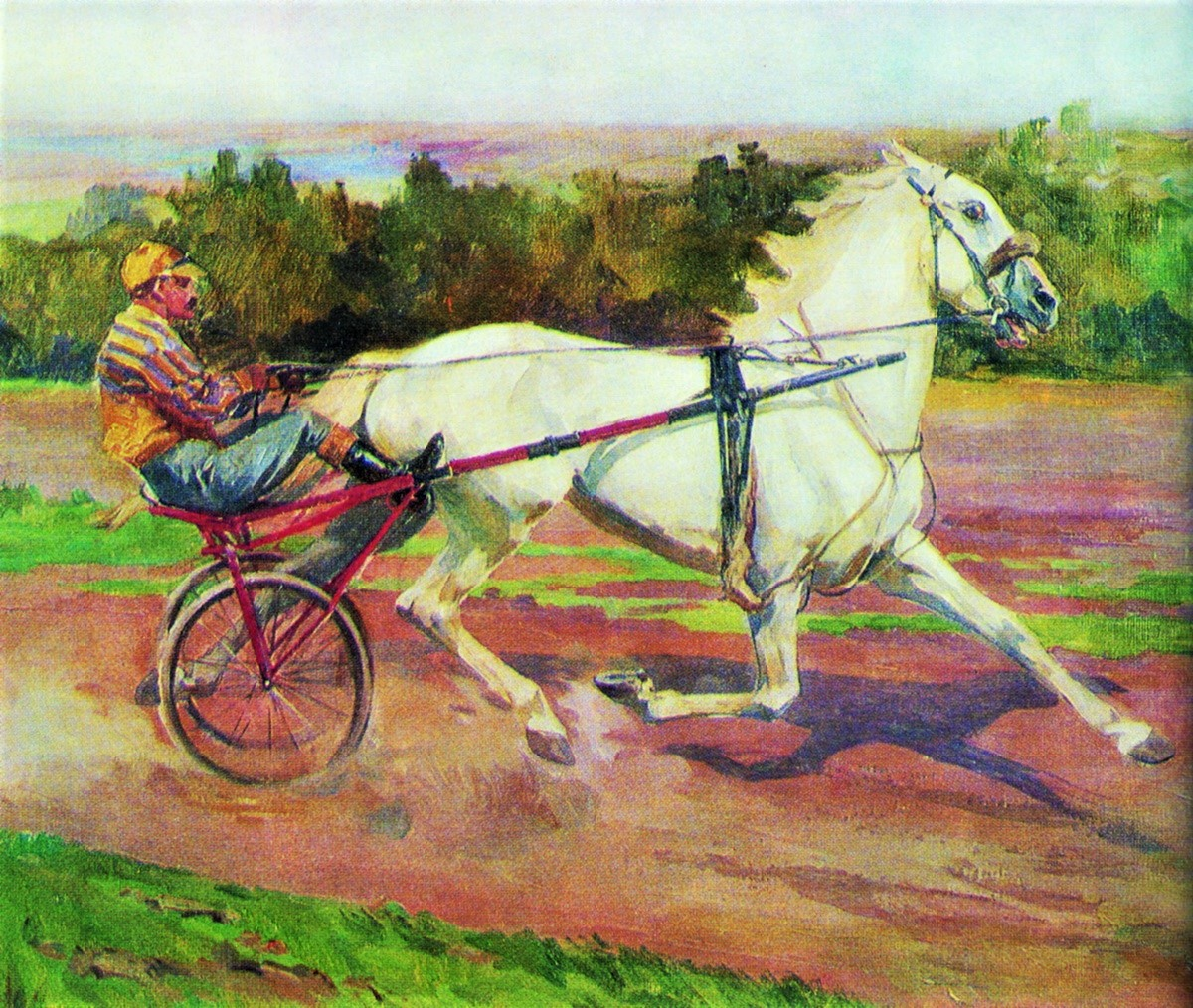
Орловский рысак Кронпринц участвует в бегах. Начало XX века

В письме В. С. Миролюбову Куприн сообщал о герое рассказа: «Это беговая лошадь вроде Рассвета, с такой же судьбой». Действительно, сюжет рассказа был вдохновлён историей бегового рысака Рассвета. По воспоминаниям Николая Телешова, «Куприн вообще очень любил лошадей, а в это время в Москве было много всяких разговоров о беговом непобедимом жеребце Рассвете, внезапно и таинственно погибшем»:

Дело было тёмное; в газетах намекалось на умышленное отравление лошади конкурирующим коннозаводчиком. И Куприн и моя жена, оба любившие животных, случайно напали на интересующую их тему и так разговорились, что Куприн обещал написать рассказ о рысаке.

Историю о рысаке Рассвете как прототипе купринского Изумруда передаёт в своей книге о лошадях Борис Алмазов. На Московском ипподроме в 1887 году ввели тотализатор, и коннозаводство быстро стало бизнесом. Примерно в то же время в Россию завезли американских рысаков, которые оказались значительно резвее орловских. Тогда решено было разыгрывать самые большие призы только для отечественных, орловских рысаков. Это привело к скандалу, когда в первые годы XX века на Московском ипподроме появился красивый жеребец Рассвет серой масти, который стал выигрывать большие суммы. Один из наездников, просматривая спортивный журнал, увидел фотографию американского рысака серой масти, в котором, как ему показалось, он узнал Рассвета. Началось расследование, которое, однако, ни к чему не привело. Тем не менее, Рассвет был отстранён от бегов и находился в общественной конюшне под надзором полиции. 10 июля 1904 года Рассвет умер, причём пошли слухи, что он был отравлен.

## Художественные особенности
Наталья Сидорова указывает на то, что в «Изумруде» «лошадь фиксирует, но не комментирует происходящее», и в целом в композиции и сюжете рассказа «центральное место занимает лошадь как таковая», в то время как, например, для Льва Толстого в «Холстомере» скорее «важно „остранить“ человеческие поступки через „психологию“ Холстомера, для него лошадь — литературный инструмент, призма, способная преломить реальность». В этом смысле «Изумруд» формально более сходен с рассказом Чехова «Белолобый» (1895).
Учитывая скандал, возникший после бегов и обвинение в том, что рысак Изумруд — «фальшивый», может возникнуть «закономерный вопрос: какой породы сам Изумруд?» Однако напрямую в повествовании его порода не названа, причём «упущение это — не просто намеренное, но ключевое для текста»: «напрашивается вывод, что Куприн намеренно обезличивает описанную в тексте лошадь», в чём можно видеть «ключ к определению рассказа как нравственной притчи».